# دانشگاه سنقور
دانشگاه سنقور (به عربی: جامعة سنجور) یک دانشگاه در مصر است که در برج العرب جدیده واقع شده‌است.